# Yass Valley Way
Der Yass Valley Way ist eine Verbindungsstraße im Osten des australischen Bundesstaates New South Wales. Er verbindet die Stadt Yass mit dem Hume Freeway in Manton.

## Verlauf
Bei Manton zweigt der Yass Valley Way vom Hume Freeway (N31) nach Südwesten ab. Südöstlich von Yass erreicht er den Barton Highway (N25). Er überquert den Yass River und wendet sich nach Nordwesten. Durch die Stadt Yass, wo er erneut den Yass River quert, führt er bis zum Anschluss an den Hume Freeway (N31) nordwestlich der Stadt.

## Geschichte
Die Straße entstand Anfang der 1990er-Jahre, als der nördliche Bypass des Hume Freeway für Yass gebaut wurde. Damit wurde ein massives Nadelöhr am Highway beseitigt.